# Hit Mania Estate 2008
Hit Mania Estate 2008 è una compilation di artisti vari facente parte della serie Hit Mania.
La compilation è mixata dal dj Mauro Miclini.

## Tracce
1. Sérgio Mendes – Funky Bahia (feat. Will.i.am & Siedah Garrett)
2. Mattara – Send the Message
3. Flanders – Behind
4. J.C.A. – I Begin to Wonder
5. Nick Corline vs. Katherine Ellis – Could you be Loved (I Love this Life)
6. Omonimo – Wanna Be Like a Man (feat. Simone Jay)
7. David Guetta – Delirious (feat. Joachim Garraud & Tara McDonald)
8. Laurent Wolf – No Stress
9. Jean Claude Ades & Vincent Thomas – Shingaling
10. Moby – Disco Lies
11. Louis Botella – I Feel Love
12. Souljet – I Don't Believe in you (feat. Majuri)
13. FPI Project – So Everybody
14. The Count of Monte Cristal – Dibby DJ
15. Discorama – Giddy Up a Go Go
16. Shaggy – Feel the Rush (feat. Trix & Flix)
17. The Outhere Brothers – Enjoy
18. Priors – What you Need
19. Lumidee – Don't Sweat that (Whistle Song) (feat. Dr. Stay Dry)
20. Kelly Rowland – Work (Freemasons Radio Edit)
21. Io, Carlo – Figlio dei Manga
22. Federico Landini – Like You